# 나카후라노역
나카후라노역(일본어: 中富良野駅)은 일본 홋카이도 아사히카와시에 위치한 홋카이도 여객철도 후라노 선의 철도역이다. 역 번호는 F42이며, 상대식 승강장 2면 2선의 구조를 갖춘 지상역이다.

## 역 주변
- 국도 제237호선
- 나카후라노 정청

## 역사
- 1900년 8월 1일 : 홋카이도 관설 철도 도카치 선 가미후라노 역 - 시모후라노 역 간 개업과 함께 개업. 일반역.
- 1905년 4월 1일 : 철도 작업국으로 이관.
- 1909년 10월 12일 : 소속 노선이 구시로 선으로 개칭.
- 1913년 11월 10일 : 소속 노선이 후라노 선으로 개칭.
- 1949년 6월 1일 : 공공기업체인 일본국유철도로 이관.
- 1982년 11월 15일 : 화물 취급 폐지.
- 1984년 2월 1일 : 소화물 취급 폐지.
- 1986년 11월 : 역사 개축.
- 1987년 4월 1일 : 일본국유철도 분할 민영화에 의해, 홋카이도 여객철도가 승계.
- 2007년 4월 1일 : 무인화.

## 인접 역
| 홋카이도 여객철도         | 홋카이도 여객철도 | 홋카이도 여객철도                      |
| ------------------------- | ----------------- | -------------------------------------- |
| F 43 시카우치 후라노 방면 | 후라노 선         | (임) 라벤더바타케 F 41 아사히카와 방면 |